# Takers
Takers, titulada Ladrones en España y El escuadrón del crimen en Hispanoamérica, es una película de suspenso estrenada el 27 de agosto de 2010 en Estados Unidos y el 27 de noviembre del mismo año en España. Dirigida por John Lussenhop, está protagonizada por Matt Dillon, Paul Walker, Idris Elba, Jay Hernandez, Chris Brown, T.I., Hayden Christensen, Michael Ealy y Zoe Saldaña.

## Argumento
Una conocida banda de criminales formada por un grupo de amigos llamados Gordon Cozier (Idris Elba), John Rahway (Paul Walker), Delonte Rivers "Ghost" (T.I.), Jesse Attica (Chris Brown), A. J. (Hayden Christensen) y Jake Attica (Michael Ealy) mantienen en un completo desconcierto a la policía de América Televisión al llevar a cabo numerosos robos de bancos de manera impecable, sin dejar el más mínimo rastro o prueba.
Todos ellos funcionan como un mecanismo de relojería, entrando y saliendo sin dejar ningún tipo de evidencia y manteniéndose prácticamente inactivos entre atraco y atraco. Pero cuando están planeando un último golpe, en el cual hay mucho más dinero en juego que en los anteriores, la banda podría ver sus planes truncados por culpa del veterano detective Jack Welles (Matt Dillon) que está completamente empeñado en resolver el caso y atrapar a los ladrones.

## Reparto
- Matt Dillon como Jack Welles.
- Paul Walker como John Welles.
- Idris Elba como Gordon Cozier.
- Jay Hernandez como Eddie Hatcher.
- T.I. como Delonte Rivers "Ghost".
- Hayden Christensen como A.J
- Chris Brown como Jesse Attica.
- Michael Ealy como Jake Attica.
- Zoe Saldaña como Lilli.
- Marianne Jean-Baptiste como Naomi Cozier.
- Gaius Charles como Max.
- Nicholas Turturro como Franco Dalia.

## Recepción crítica y comercial
Según la página de Internet Rotten Tomatoes obtuvo un 30% de comentarios positivos, llegando a la siguiente conclusión: "Takers" cuenta con algunos buenos momentos y mantiene un ritmo constante, pero sus personajes unidimensionales, un guion lleno de clichés y su descabellado argumento hacen que sea difícil de recomendar." Destacar el comentario de la crítico cinematográfico Claudia Puig: 

"Los diálogos son tópicos y risibles. Es una película más preocupada por el estilo (el relacionado con los vehículos, la arquitectura y el vestuario) que por el contenido."
Claudia Puig.

Según la página de Internet Metacritic obtuvo críticas mixtas, con un 45%, basado en 20 comentarios de los cuales 6 son positivos. La película entró número uno en la taquilla estadounidense, pese a haberse retrasado el estreno en numerosas ocasiones. Recaudó en Estados Unidos 57 millones de dólares. Sumando las recaudaciones internacionales la cifra asciende a 69 millones. El presupuesto invertido en la producción oscila entre los 20 y los 32 millones, según las fuentes.

## Localizaciones
Takers se rodó entre el 8 de septiembre y el 14 de noviembre de 2008 íntegramente en la ciudad de Los Ángeles, California, Estados Unidos, asimismo se rodaron algunas escenas en los Sony Pictures Studios, situados en Culver City, California.